# حرب الكلب الثانية
حرب الكلب الثانية رواية للشاعر والروائي العربي الفلسطيني إبراهيم نصر الله. صدرت الرواية لأوّل مرة عام 2016 عن الدار العربية للعلوم ناشرون في بيروت. حازت على الجائزة العالمية للرواية العربية لعام 2018، المعروفة باسم «جائزة بوكر العربية».

## حول الرواية
يتناول الكاتب الفلسطيني «إبراهيم نصر الله» في هذه الرواية تحوّلات المجتمع والواقع بأسلوب فانتازي، بالتركيز على فساد الشخصية الرئيسيّة وتحولاتها بين موقعين مختلفين، من معارض إلى متطرف فاسد. الرواية تسلط الضوء على نزعة التوحّش، تلك النزعة المادية البعيدة عن القيم الأخلاقية والإنسانية.